# Лютя
Лютя (ест. Lütä) — село в Естонії, входить до складу волості Міссо, повіту Вирумаа.